# Ando Masahashi
Ando Masahashi är en fiktiv person i TV-serien Heroes. I seriens början var han tänkt som en biroll men blev uppflyttad till en av huvudkaraktärerna i säsong 2. I säsong 3 injicerade Ando en syntetisk förmåga i sig själv, vilket resulterade i att han nu kan förbättra andras förmågor.

## Bakgrund

### Säsong 1
Han jobbar för Yamagato Industries i Tokyo. När hans vän Hiro Nakamura upptäcker att han har kraften att manipulera tiden blir Ando indragen i en lång resa till USA. Hiro som har rest in i framtiden ser att New York kommer explodera, vilket han anser att han måste stoppa. Han tar Ando med sig på detta äventyr. Ando vill att Hiro ska använda sin kraft till egen vinning. Ando har ingen egen kraft utan han hjälper bara Hiro genom seriens gång. Han kan prata ganska bra engelska och kan därför tolka åt Hiro, och han kör bilen de åker i. Det händer att han blir ovän med Hiro men de hittar alltid tillbaka till varandra.